# 誉 (お笑いコンビ)
誉（ほまれ）は、吉本興業に所属していた日本のお笑いコンビ。 1991年結成。1997年解散。

## メンバー
遠藤 敬（えんどう たかし、1972年11月1日 - ）
大阪府大阪市出身。現在は放送作家として活動中。主にバラエティー番組、トークライブ、ラジオ番組等を手がけている。『アメトーーク』、『ロンドンハーツ』、宮川大輔とケンドーコバヤシの全国行脚トークライブ『あんぎゃー』等。
NSC（吉本総合芸能学院）、YCC（よしもとクリエィティブカレッジ）の講師、コンテストの審査員などとしても活動中。
宇野 誠（うの まこと、1972年9月21日 - ）
大阪府大阪市出身。芸人の傍ら公務員をしていたことがあったがバレでクビになっている、解散後同級生がやっていたバーでアルバイトを1年ほど経験したのちに普通に就職した、表舞台には姿を見せていない。
現在は3人の子供がおり、仕事は通信制学校の営業を経て現在は警備員の仕事をしている。

## 概要
1991年4月に大阪府立大東高校のラグビー部の同級生で学生時代から一緒にコントなどをしていた。遠藤は高校卒業後にトミーズ雅に弟子入り志願したが断られNSCを薦められる、宇野は大学の進学が決まっていたが遠藤に誘われNSCに入学、同期はメッセンジャー、ジャリズム（桂三度、山下しげのり）、シェイクダウン（後藤秀樹、久馬歩）等。
コントを最も得意な分野としており、漫才は一切行わなかった。コントの主導権は主にツッコミの遠藤であった。遠藤はコンビでの活動だけに留まらず、テレビ番組『すんげー!Best10』などで、自らネタの構成をするなど構成作家としても活躍した。
徐々にコンビ仲がかなり険悪になり1997年4月28日に解散イベント『誉COLECTION』を開催し解散。解散後、遠藤はピン芸人として活動し構成作家に転向、宇野は解散と同時に芸能界を引退した。
解散後は年賀状のやり取りをしたりお〜い!久馬主催の「月刊コント」で共演したりする等、仲は改善されている。
遠藤はテレビゲーム『珍道中!!ポールの大冒険』のツッコミナレーションをしている。
2010年3月、MBSラジオの『メッセンジャーあいはらの 呑んでいいとも!』に宇野がゲスト出演した。
2021年、藤井ペイジのYoutubeチャンネルに宇野が出演した。

## エピソード
- 宇野は1期後輩で元LaLaLaの田村（たむらけんじ）と仲が良く、よく遊んだり一緒に食事をしたりしていた。その際、2人が考えた食事が居酒屋のメニューとなり、「自分たちのやったことは間違っていなかった」と喜んだらしい（たむら談）。
- 遠藤は『すんげー!Best10』出場者の中でも小柄だったためか、子供役、女性役を演じることが多かった。

## 出演番組
- オールザッツ漫才（1991年 - 1993年・1995年 -1996年）
- 爆笑BOOING（6代目グランドチャンピオン）
- 笑いの剣
- すんげー!Best10